# Eberstal
Eberstal is een plaats in de Duitse gemeente Ingelfingen, deelstaat Baden-Württemberg, en telt 442 inwoners (2004).